# Eduard Hübsch
Eduard A. Hübsch (n. 13 februarie 1833, Trencsén, Regatul Ungariei, azi Trenčín, Slovacia - d. 9 septembrie 1894, Sinaia, Regatul României) a fost un violonist german.
A compus muzica Imnului Regal al României pe când era capelmaistru la Iași .
În 1867, în cadrul Ministerului de Război se instituie funcția de „inspector general al muzicilor militare”, funcție în care este numit șeful de muzică clasa I, căpitan Eduard Hübsch.
În perioada cât a fost inspector al muzicilor militare, între anii 1867-1894, aceste formații beneficiază de multiple perfecționări în planul organizării și funcționării:
- apariția regulamentelor speciale destinate formațiilor de fanfară;
- asigurarea unui nou statut în cadrul oștirii.[4][5]

O anecdotă care-l are ca personaj principal pe căpitanul Eduard Hübsch, părintele muzicii militare românești, compozitorul primului imn național, cântat vreme de 85 de ani, vorbește despre eleganța în conversație, suplețea spirituală și umorul ofițerului muzician.
Un comandant de corp de armată îl provocase pe cel care, între timp, fusese avansat maior de fanfară și „capelmaistru” (șef de fanfară) să vadă frontul aievea în prima linie de luptă. Cu riscul de a fi acuzat de insubordonare, Hübsch l-a refuzat: „Am onoarea să vă raportez, că glonțul care vă ucide pe dumneavoastră vă aduce glorie și o îngropăciune de demnitar, dar dacă mă găsește pe mine, moare muzica oștirii” . 